# Mordechaj Viršubski
Mordechaj Viršubski (10. května 1930 – 1. května 2012), hebrejsky: מרדכי וירשובסקי, byl izraelský právník, politik a poslanec Knesetu za strany Daš, Šinuj, Rac a Merec.

## Biografie
Narodil se ve městě Lipsko v Německu. V roce 1939 přesídlil do dnešního Izraele. Vystudoval střední školu v Tel Avivu a právo na Hebrejské univerzitě. Pracoval jako právník.

## Politická dráha
V letech 1955–1966 byl právním poradcem při Úřadu pro vodu. V letech 1966–1977 pak působil coby právní poradce města Tel Aviv. V letech 1966–1977 zároveň zasedal v městské samosprávě v Tel Avivu.
V izraelském parlamentu zasedl poprvé po volbách v roce 1977, do nichž šel za stranu Daš. Stal se členem výboru pro záležitosti vnitra a životního prostředí a výboru pro ústavu, právo a spravedlnost. Předsedal podvýboru pro základní zákony a podvýboru pro problematiku arabské vesnice Arab al-Mafjer. V roce 1974 patřil mezi zakladatele Šinuj a roku 1976 byl jedním ze zakladatelů strany Daš, do které Šinuj vplynula. V průběhu volebního období se strana Daš rozpadla a Viršubski přešel do samostatné frakce Šinuj. Mandát poslance obhájil ve volbách v roce 1981, nyní už za stranu Šinuj. Byl členem výboru pro ústavu, právo a spravedlnost. Opětovně byl zvolen ve volbách v roce 1984, opět za Šinuj. Usedl jako člen do výboru pro záležitosti vnitra a životního prostředí a výboru pro ústavu, právo a spravedlnost. Předsedal podvýboru pro policii a vězeňství a podvýboru pro nebezpečí na veřejných plážích. Byl členem a předsedou sekretariátu strany Šinuj. V průběhu volebního období v roce 1987 ale odešel z Šinuj do strany Rac.
Naposledy se do Knesetu dostal ve volbách v roce 1988, na kandidátní listině strany Rac. Stal se místopředsedou Knesetu a členem výboru pro záležitosti vnitra a životního prostředí. V průběhu tohoto volebního období vplynula strana Rac do formace Merec. Za ní neúspěšně kandidoval ve volbách v roce 1992.
Svou politickou dráhu završil po odchodu z Knesetu jako zastupitel samosprávy Tel Avivu za Stranu zelených. Byl rovněž členem vedení asociace sdružující Izraelce původem ze střední Evropy a předsedou izraelské střechové organizace tělesně postižených.